# Siemensstadt
Siemensstadt (németül: Großsiedlung Siemensstadt) avagy a Körtelep (Ringsiedlung) társadalmilag fontos lakónegyed Berlinben, részben Charlottenburg-Wilmersdorf kerület északi részén, Charlottenburg-Nord városrészben. 1929 és 1931 között épült Hans Scharoun tervei alapján, a szomszédos Spandau kerületbeli Siemensstadt városrész keleti bővítéseként. A Neues Bauen stílusban emelt tömbök tervezésében részt vettek a Weimari Köztársaság olyan híres építészei, mint Walter Gropius, Otto Bartning, Hugo Häring, Fred Forbat (Forbát Alfréd) és Paul Rudolf Henning. A beépítetlen területeket Leberecht Migge alakította ki. Mivel a Kör (Der Ring) néven működő építészegylet a szoros együttműködésre támaszkodott a munkában, a lakónegyed a Körtelep (Ringsiedlung) melléknevet viseli.
Siemensstadt 2008 júliusában „Berlin modern stílusú lakótelepei“ egyikeként az UNESCO világörökségi listájára került.

## Leírása

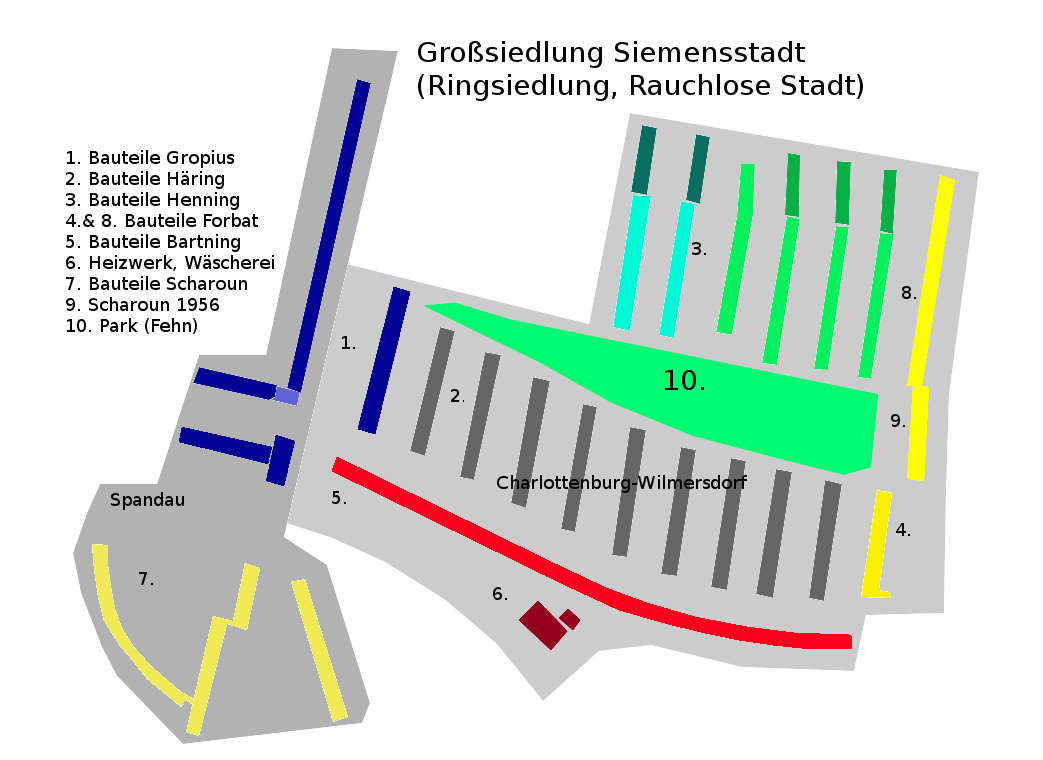
Térkép

A lakónegyed Charlottenburg városrész északi részén, a Göbelplatz körül épült. A Jungfernheidewegtől nyugatra eső rész Spandau kerülethez tartozik
Scharoun az 1920-as évek haladó szellemiségű lakásépítéséhez híven egy nyitott, szabad terekkel és gazdag zöldövezettel rendelkező lakónegyedet valósított meg, mivel ez a koncepció volt irányadó a második világháború utáni lakóépület-építészetben.
A többségében ötszintes, észak-dél irányban párhuzamosan elrendezett épületek folgen egy szigorú városépítészeti alakzatot követnek, amelyen belül a részt vevő tervezők különféle formanyelveket használva egy sokarcú lakótelepet hoztak létre. A hely markáns jellegzetessége Scharoun hajóépítészetre emlékeztető épületrésze, amelyet „Cirkáló“ (Panzerkreuzer) néven emlegetnek.
A lakótelep utcáit és tereit mérnökökről, feltalálókról és fizikusokról nevezték el, amely a Siemens AG cég törekvésének gyümölcse.

## Galéria

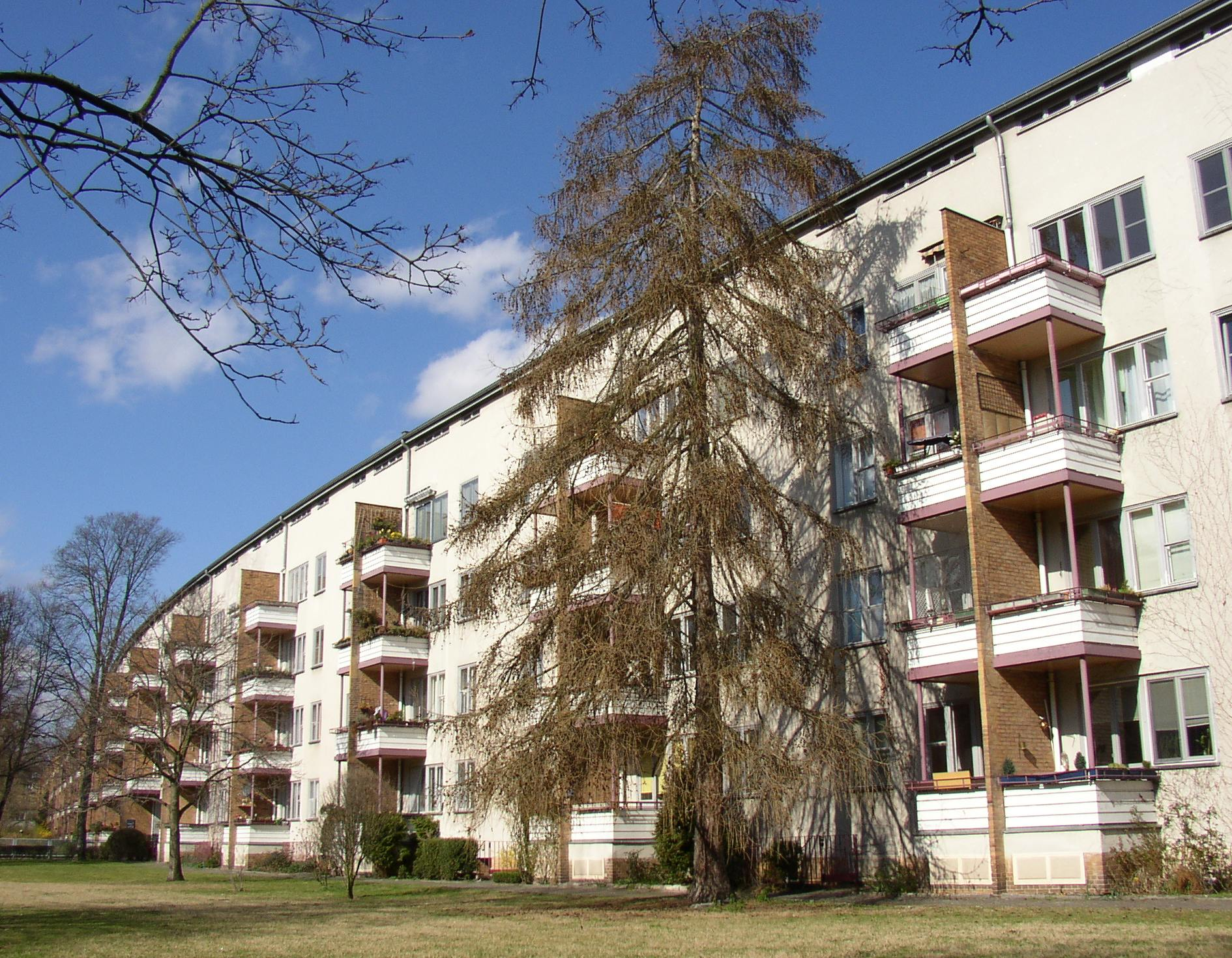
„Langer Jammer“ Otto Bartning
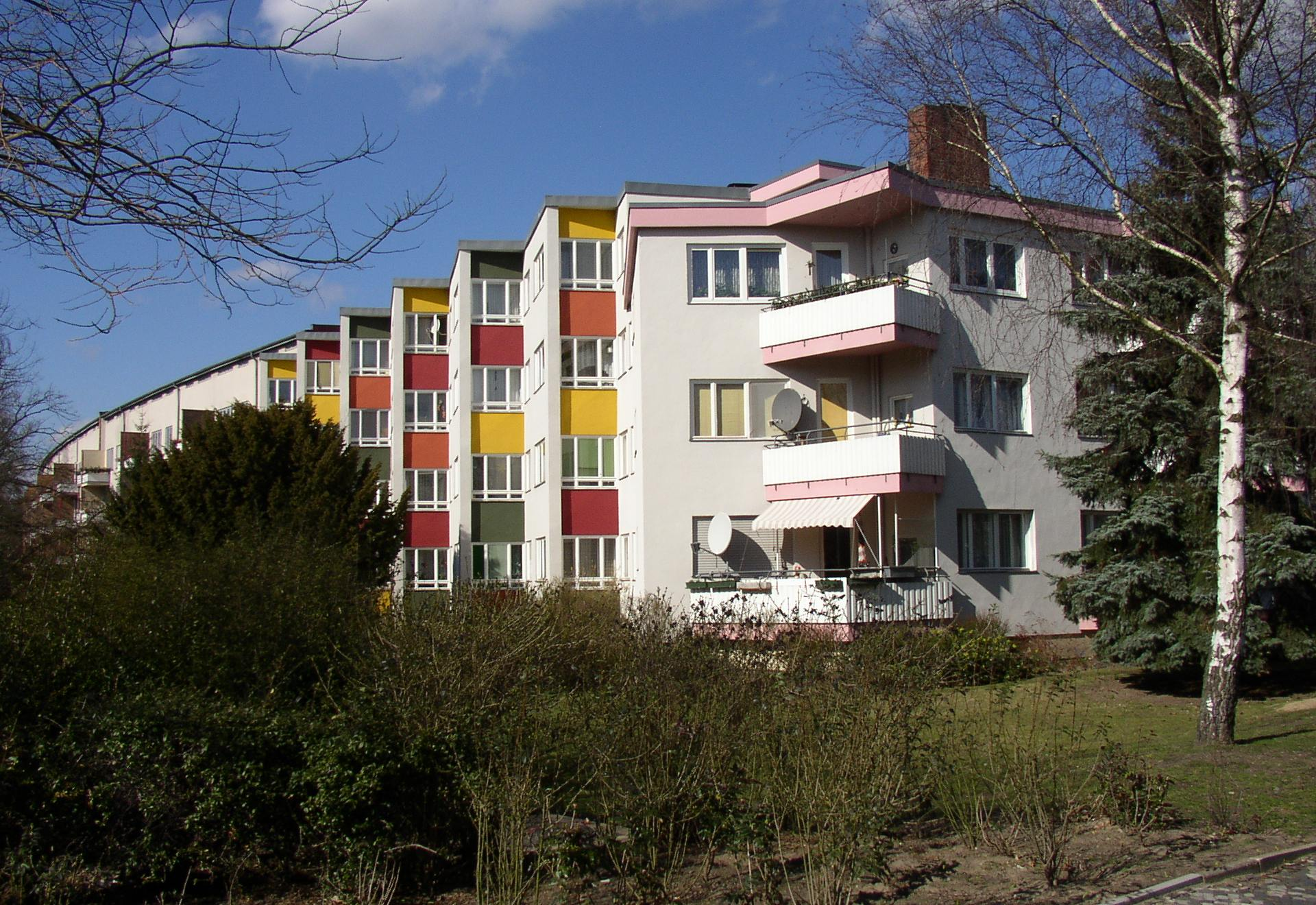
A keleti vég Hans Scharoun
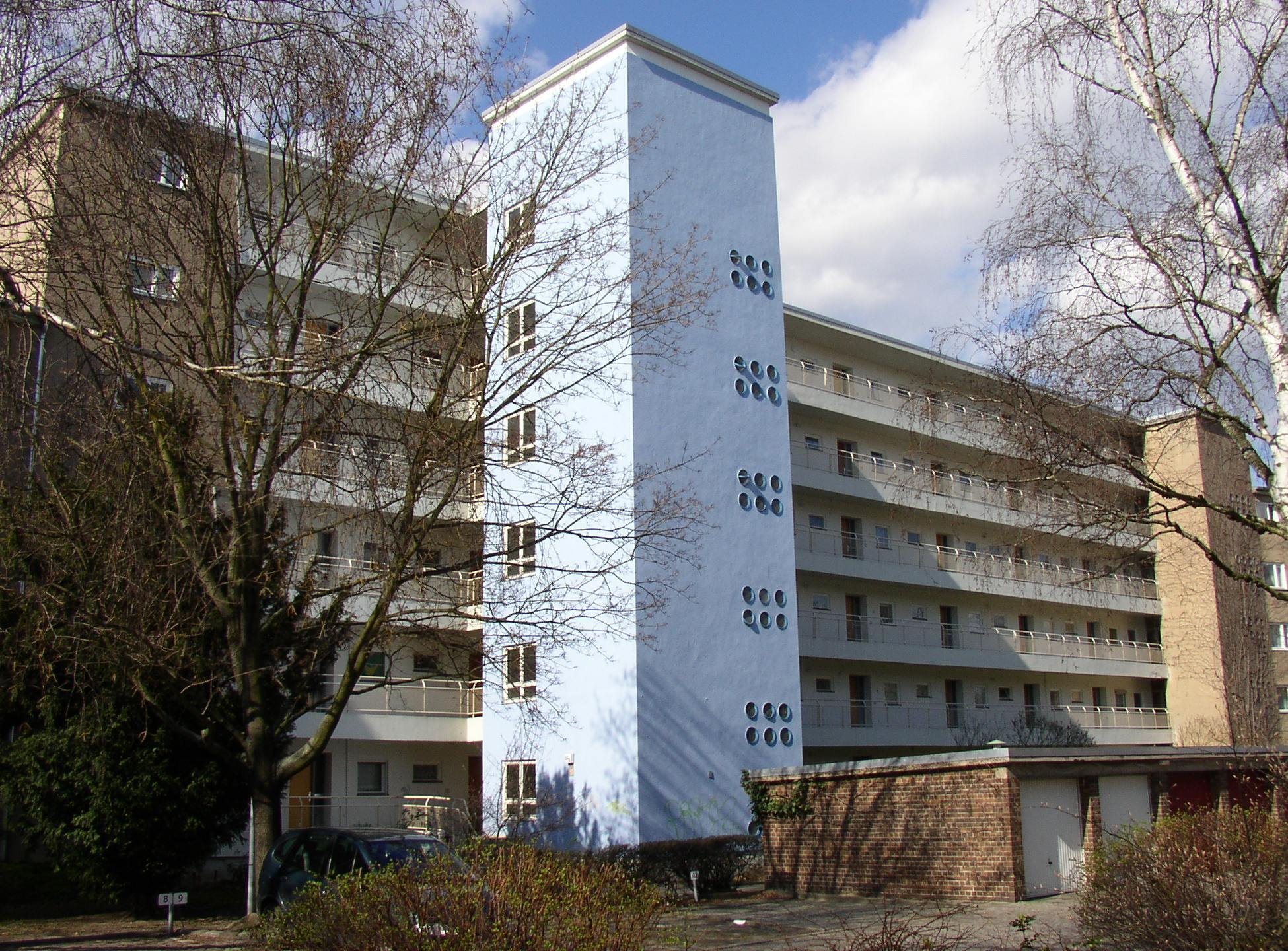
Laubenganghaus Hans Scharoun
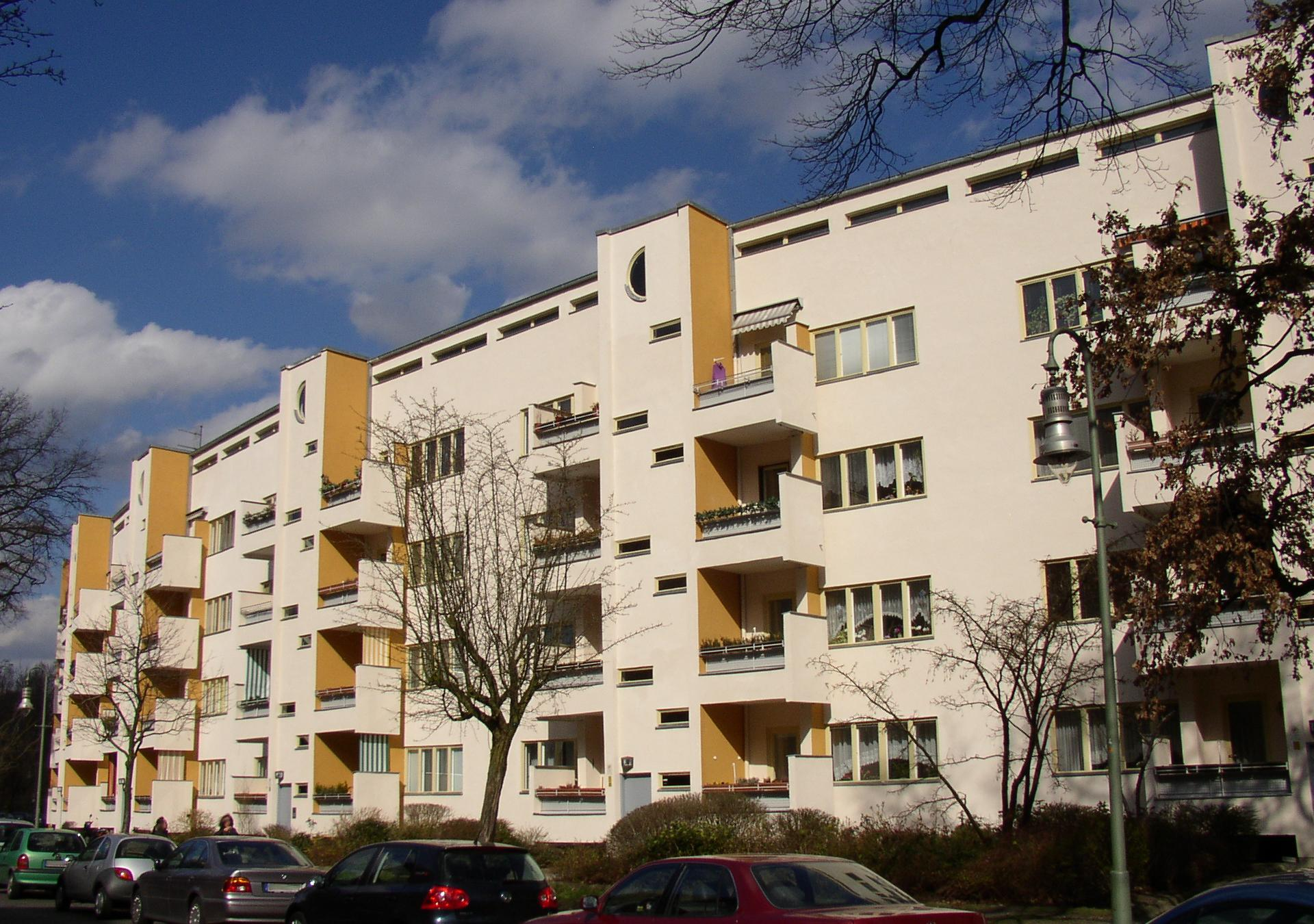
A Mäckeritzstraße Hans Scharoun
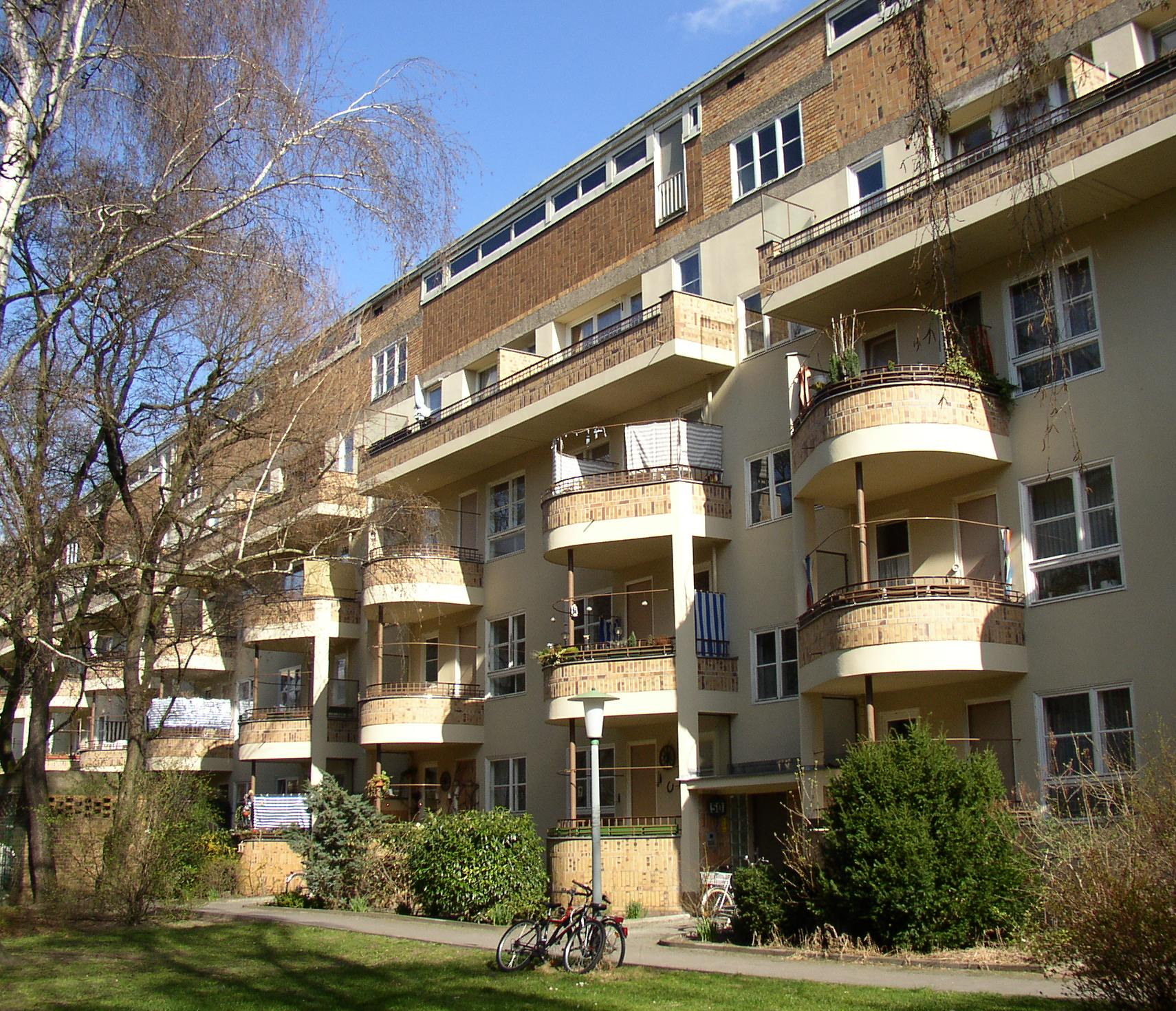
A Göbelstraße Hugo Häring

## Fordítás
- Ez a szócikk részben vagy egészben  a    Großsiedlung Siemensstadt  című német Wikipédia-szócikk ezen változatának fordításán alapul.  Az eredeti cikk szerkesztőit annak laptörténete sorolja fel. Ez a jelzés csupán a megfogalmazás eredetét és a szerzői jogokat jelzi, nem szolgál a cikkben szereplő információk forrásmegjelöléseként.

## Külső hivatkozások
- Az 1920-as évek berlini lakótelepei